# Дроздов, Ефим Васильевич
Ефи́м Васи́льевич Дроздо́в (1878—1954) — передовик советского сельского хозяйства, старший чабан колхоза имени Крупской Цюрупинского района Павлодарской области, Герой Социалистического Труда (1949).

## Биография
Родился в 1896 году в селе Кустичи Стародубского уезда Черниговской губернии, ныне — Стародубского района Брянской области. С детства познал крестьянский труд. В 1909 году переехал в село Серегеевка Павлодарского уезда Семипалатинской области.
С 1920 по 1940 годы работал в колхозе в Богодаровке, но затем вернулся в родную Сергеевку. Стал работать чабаном в колхозе имени Крупской. Регулярно добивался высоких показателей в овцеводстве. 
В 1948 году благодаря его умению и навыкам сумел вырастить от 636 грубошерстых овцематок по 121 ягнёнку на каждую сотню овцематок. 
Указом Президиума Верховного Совета СССР от 9 октября 1949 года за получение высокой продуктивности животноводства в 1948 году при выполнении колхозами обязательных поставок сельскохозяйственных продуктов и плана развития животноводства по всем видам скота Дроздову Ефиму Васильевичу было присвоено звание Героя Социалистического Труда с вручением ордена Ленина и медали «Серп и Молот».
Продолжал работать в колхозе.
Проживал в родном селе Сергеевка. Умер в 1954 году. Похоронен на сельском кладбище.

## Награды
- золотая звезда «Серп и Молот» (09.10.1949)
- 2 ордена Ленина (02.09.1948; 09.10.1949)
- медали.